# Trần Lãm

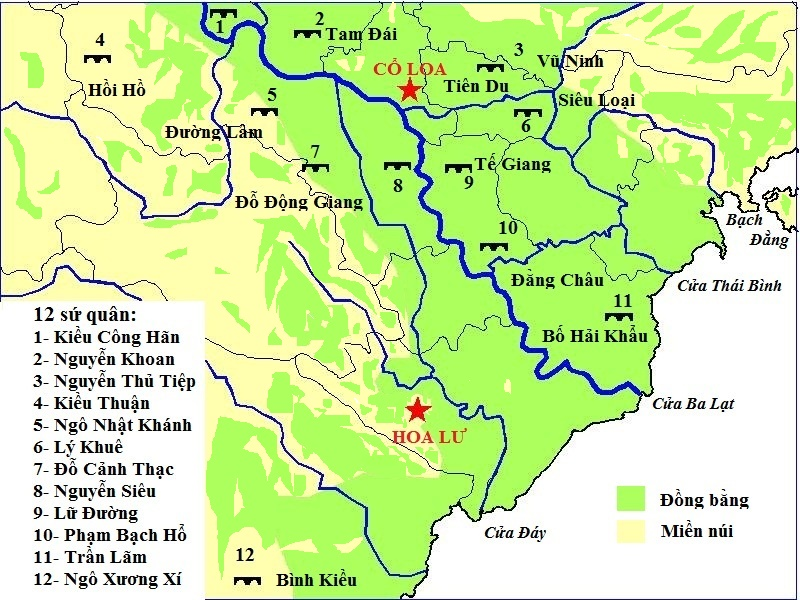
Sơ đồ vị trí 12 sứ quân

Trần Lãm (chữ Hán: 陳覧; 27 tháng 9, 888 - 14 tháng 11, 967), hiệu Minh Công (明公), là một thủ lĩnh chiếm đóng ở vùng Bố Hải Khẩu (vùng cửa biển nay thuộc các phường từ Thái Bình, Trà Lý và Trần Lãm của Hưng Yên, Việt Nam) thời loạn 12 sứ quân giữa thế kỷ 10 trong lịch sử Việt Nam. Là vị sứ quân trấn giữ vùng cửa biển châu thổ sông Hồng, có tiềm lực mạnh về kinh tế dựa vào lợi thế của nghề khai thác hải sản biển. Khi ông mất, tướng dưới quyền của ông là Đinh Bộ Lĩnh đã đem lực lượng về Hoa Lư và tiến hành đánh dẹp các thế lực khác thống nhất đất nước Đại Cồ Việt.

## Xuất thân
Trần Lãm có cha là Trần Công Đức, người chiếm đóng và lập nghiệp ở vùng ven biển Bố Hải Khẩu. Khi Trần Công Đức mất, Trần Lãm trở thành người kế nghiệp, đã cùng mẹ là Lâm Thị và các em Trần Thăng, Trần Nguyên Thái gây dựng lực lượng ở Kỳ Bố Hải Khẩu. Các tài liệu thần phả ở tỉnh Nam Định và Thái Bình cũ đều ghi thống nhất Trần Lãm sinh ngày 18 tháng 8 âm lịch, mất ngày 10 tháng 10 âm lịch.
Cuốn ngọc phả: "Sứ quân ở Bố Hải Khẩu Trần Minh Công" hiện còn lưu giữ tại đình Đình Xám ở thôn Lạc Đạo, phường Hồng Quang (Ninh Bình) có ghi lại sự kiện lúc sinh thời Trần Minh Công có qua xứ Lạc Đạo, thấy nơi đây phong cảnh hữu tình, dân cư thuần phác bèn lập sinh từ, giúp địa phương khơi ngòi, đắp đập, tạo dựng làng xã và phát triển nghề đánh cá.
Căn cứ vào thần phả ở đình làng Kỳ Bá, Thái Bình ghi: "Trần Lãm đã xuất tiền vàng để mua ruộng đất" ban phát cho dân với mục đích thu hút thêm nhiều người đến mở mang sinh sống. Chẳng bao lâu "gia tư tích lũy có tới hàng vạn, dưới trướng có tới mấy nghìn người vào ra" đủ sức chiêu mộ binh sĩ, tích trữ lương thảo và dựng thành đắp lũy. Thành Kỳ Bố của Trần Minh Công được xây dựng thành một "đạo", sau này dời chuyển mở rộng, chỗ thành cũ lập thành làng Kỳ Bố.

## Bố Hải Khẩu
Bố Hải Khẩu xuất phát là vùng cảng biển, sau do phù sa các sông bồi tụ vùng "Kỳ Bố" chuyển thành vùng cảng sông của sông Hồng và sông Trà Lý và dần trở thành đất liền. Nơi đây là vùng đất có vị trí quan trọng về kinh tế và quân sự, giao thông thủy bộ thuận lợi, đất đai màu mỡ, khí hậu ôn hoà. Lịch sử truyền thống của vùng đất thành phố Thái Bình, nơi được đặt làm trung tâm tỉnh lỵ tỉnh Thái Bình ngày nay gắn liền với địa danh Bố Hải Khẩu xưa với sự kiện vị thủ lĩnh Trần Lãm chọn nơi đây để xây thành đắp lũy, lập đại bản doanh và trở thành sứ quân mạnh nhất trong thời loạn 12 sứ quân ở thế kỷ X.
60 năm sau sự kiện Đinh Bộ Lĩnh lên ngôi Hoàng đế, Bố Hải Khẩu lại được ghi vào sử sách khi nhà Lý mở mang chính sách khuyến nông, năm Mậu Dần (1038) vua Lý Thái Tông đã về Bố Hải Khẩu cày ruộng tịch điền. Không có tài liệu để xác định rõ ranh giới kiểm soát, quản lý của sứ quân Trần Lãm. Nhiều ý kiến cho rằng vào thế kỷ X, Bố Hải Khẩu là trung tâm của vùng đất phía nam sông Luộc, giới hạn tới sông Hồng ngày nay. Dấu tích địa danh Kỳ Bố Hải Khẩu nay thuộc kẻ Bo - làng cổ ở thành phố Thái Bình cũ, vốn được lập trên vùng cửa sông gọi là Bố Hải khẩu, tức cửa biển Bo cách ngày nay hơn nghìn năm. Làng có giống ổi Bo to ngon nổi tiếng. Cầu bắc qua sông cũng gọi là cầu Bo. Di chỉ của thành Kỳ Bố Hải Khẩu thời kỳ Trần Lãm hiện vẫn còn ở  Thái Bình.
Cương vực sứ quân Trần Lãm cai quản ngày ấy bị chia thuộc. Thực tế, đất đai khu vực Hưng Hà, Đông Hưng thuộc về Châu Đằng do Phạm Phòng Át cai quản. Ngoài thành trì Cát Đằng ở Hưng Yên còn có các đồn luỹ làm phòng tuyến để bảo vệ vùng Cát Đằng như cửa Triệu, Kiền Kinh, cửa Chùa, bến đò (nay thuộc Điệp Nông, huyện Hưng Hà). Theo tư liệu điền dã và truyền ngôn, Kỳ Bố bấy giờ như kinh đô miền Đông có đủ thành lũy, có đủ 4 cổng Đông, Tây, Nam, Bắc. Cho xây chùa lớn ở trung tâm gọi là "Trung Kinh tự", còn một cổng tam quan và cây đa đại thụ được xác định là phủ trấn Đông thời xa xưa. Phía Nam dựng chùa Thánh Nguyên, ngay cổng Tiền, nên gọi chùa Tiền, nay thuộc phường Kỳ Bá). Cổng Tây để cho quân đóng doanh nghỉ ngơi sau mỗi lần giáp trận, gọi là khu An Tập. Bên kia sông, sát với "Bồ Xuyên hữu" và "Kỳ Bá hữu" cho dựng quán "Cầu Nhân", "Cầu Nghĩa" để chiêu mộ hiền tài (nay chỉ làng Cầu Nhân, phường Trà Lý, Hưng Yên). Để thử trí lực của con nuôi, Trần Lãm sai Bộ Lĩnh đắp một gò lớn ở phía Tây thành để làm đài quan sát. Đinh Bộ Lĩnh trong một đêm quật lập được một đàn lớn cao 1 trượng (4m), dân gọi là đống Bo. Cùng theo về với Đinh Bộ Lĩnh còn có Lê Hoàn và Lưu Ngữ. Được Trần Lãm cử làm tướng, Đinh Bộ Lĩnh gắng công luyện binh, ông cho xây dựng một căn cứ thủy quân lớn trên đất ở phường thủy cơ Lạc Đạo (nay thuộc khu Lạc Đạo, phường Trần Lãm), nơi thuyền của Đinh Bộ Lĩnh neo đậu được gọi là xóm Đồng Bến, khu Lạc Đạo.

## Sứ quân
Sử cũ nói khi Nam Tấn vương mất, 12 sứ quân đua nhau nổi lên. Đinh Bộ Lĩnh vốn dựa vào Minh Công. Minh Công chết rồi mới thay lĩnh số quân đó. Mà năm Xương Văn thứ nhất đã ghi Đinh Bộ Lĩnh chiếm Hoa Lư, hai vương đi đánh không được. Thế thì Minh Công khởi binh phải xảy ra trước khi Xương Văn lấy lại được nước. Từ đó mà suy ra thì 12 sứ quân, phải có người khởi binh trước, người khởi binh sau, không phải là đến khi Nam Tấn mất rồi, mới cùng lúc nổi dậy. Khâm Định Việt Sử Thông Giám Cương Mục cũng khẳng định ông nổi dậy từ trước khi Ngô Xương Văn được nước, tức trước năm 951 khi mà Đinh Bộ Lĩnh bắt đầu dấy binh ở Hoa Lư, sau về với Minh Công Lực lượng của ông có sự liên kết, phối hợp với Đinh Bộ Lĩnh, theo sử sách thì Đinh Bộ Lĩnh chính là con nuôi của Trần Lãm
Trần Lãm tự xưng Trần Minh Công khi chiếm giữ và cát cứ vùng đất Kỳ Bố Hải Khẩu. Ông có đội ngũ thuộc hạ hùng mạnh gồm các tướng tài như Ngô Văn Chấn, Ngô Tất An, Bùi Quang Dũng, Nguyễn Đức Long, Nguyễn Đức Học, Nguyễn Phúc, Phạm Hoài, Phạm Thành, Đinh Đức Thông, Hoàng Sơn Khung,...
Trong việc giao tranh với các sứ quân khác, nhiều tài liệu ghi cuộc chiến của Trần Lãm và sứ quân Phạm Bạch Hổ ở Đằng Châu liền kề phía Bắc Bố Hải Khẩu. Các cuộc chiến diễn ra ở các vùng Hà Nam, Nam Định, Thái Bình ngày nay. Thần tích làng Ngâu Khê và miếu Lộc Thọ ở Thái Bình cho biết các tướng Phạm Công Thanh, Phạm Công Hoài, Phạm Công Đinh, Phạm Thành là những người cũng Đinh Bộ Lĩnh theo về với sứ quân Trần Lãm và trực tiếp tham gia chiến tranh với sứ quân Phạm Bạch Hổ. Qua khảo sát thực địa tại cánh đồng Nội Phủ ở Thái Bình, nơi Trần Lãm cho Đinh Bộ Lĩnh cùng các tướng đắp thành, đất để ngăn chặn sứ quân Phạm Phòng Át và Lã Đường từ Hưng Yên sang đánh hiện còn sót lại phế tích của bức tường thành bằng đất (dân ở đây quen gọi là đường đất dài – vì tường thành cũ rất dài) có hình chữ nhật, chiều dài khoảng 700 - 800m, rộng khoảng 500 - 600m. Theo thần phả, thần tích các làng thờ Lê Hoàn ở làng Đô Kỳ (Đông Đô), làng Bái (Minh Tân) cũng ở vùng này thì Lê Hoàn đã từng đánh nhau với quân của Phạm Bạch Hổ tại vùng đất nói trên.
Căn cứ vào tư liệu còn lưu giữ tại chùa Đô Quan (Yên Đồng, Ninh Bình) cùng truyền thuyết ở địa phương thì từ thế kỷ thứ 10, sứ quân Phạm Phòng Át về đây lập nên phường Quán Đổ. Thần phả làng Nhuệ Khê, thần tích đình Cát Đằng và Phủ Bà ở Nam Định đều cho biết các tướng Đinh Đức Đạt, Đinh Đức Thông, Hoàng Thị Đậu, Nguyễn Đức Long là những người theo Đinh Bộ Lĩnh về với Trần Lãm và trực tiếp tham gia chiến tranh với sứ quân Phạm Bạch Hổ.
Theo chính sử, Khi Trần Minh Công mất, gặp lúc bọn con em của Ngô Tiên chúa ở Đỗ Động Giang hơn 500 người đem quân đến đánh, mới vào đến đất Ô Man thì bị người làng ấy là Ngô Phó sứ đánh bại phải trở về. Bộ Lĩnh nghe tin, liền cất quân đi đánh vùng sông và động ấy, không bộ lạc nào không hàng phục. Sau đó, Đinh Bộ Lĩnh nắm binh quyền, chuyển về Hoa Lư đánh dẹp các sứ quân, lập ra nhà Đinh (968 - 980).

## Gia quyến
Theo các thần tích dân gian ghi lại thì Trần Lãm có hai người em trai và con gái Trần Nương đều là những người có vai vế trong triều đại nhà Đinh sau này là:
- Trần Thăng, được phong làm Phò mã Đô uý, lấy con gái Đinh Tiên Hoàng là Minh Châu công chúa[15][16].
- Trần Nguyên Thái, sử cũng ghi là phò mã, là sứ giả của nhà Đinh, có thể là tên gọi khác của Trần Thăng. Năm Thái Bình thứ 7 (976), Mùa xuân, thuyền buôn của các nước ngoài đến dâng sản vật của nước họ ở Hoa Lư. Vua sai Trần Nguyên Thái sang đáp lễ nhà Tống[17].
- Trần Nương, là con gái Trần Lãm, sau trở thành vợ Đinh Bộ Lĩnh. Tuy nhiên giả thuyết này cần phải xem xét vì theo sử sách Đinh Bộ Lĩnh vốn là con nuôi của Trần Lãm.

## Tôn vinh
Trần Lãm được nhân dân lập đền thờ nhiều nơi ở Vùng duyên hải Bắc Bộ, tiêu biểu như:
Tại Hưng Yên, Trần Lãm đặt tên cho một phường ở vùng Bố Hải Khẩu xưa là phường Trần Lãm. Tại phường Trần Lãm, ông được thờ làm thành hoàng làng tại đình Bo (làng Kỳ Bá), đình Cự Lộng, đình Lạc Đạo (phường Trần Lãm). Ông cũng được thờ ở miếu Vua Lãm thuộc phường Thái Bình. Tên tuổi của Sứ quân Trần Lãm cũng được đặt cho các trường tiểu học và THCS Trần Lãm, đường Trần Lãm và khu đô thị Trần Lãm,... ở khu vực này. Đình Bo toạ lạc trên diện tích 1134m2. Đình Bo thờ tướng quân Trần Lãm có nguồn gốc vốn dòng thị tộc Bách Việt, gia đình di cư xuống lưu vực Sông Hồng định cư ở Kỳ Bá. Đình Bo là một mốc son trong bản đồ du lịch khi tìm về nguồn cội Kỳ Bố Hải Khẩu thời nhà Đinh. Để rồi sang thế kỷ XII, vua Lý Nhân Tông đã về đất này cày tịnh điền. Hàng năm vào dịp tháng 8 và tháng 10 âm lịch (ngày sinh và ngày mất của tướng quân Trần Lãm) là phường Kỳ Bá long trọng tổ chức lễ hội truyền thống đình Bo. Chùa Phú Lạc có tên chữ là Ngái Lăng tự, theo dân gian thì ngôi chùa này được xây dựng từ trước thế kỷ thứ X. Thời Trần Minh Công làm chủ ở Bố Hải Khẩu, chùa là địa điểm đóng quân của Minh Công, là "thao trường" luyện võ để dẹp loạn các sứ quân khác trong loạn "Thập nhị sứ quân". Để động viên tướng sĩ, Minh Công đã lấy ngày mồng 1 tháng 2 để tổ chức mở hội khao quân ăn mừng chiến thắng. Sau ngày Trần Minh Công qua đời, dân lập cung thờ ông ngay tại chùa và từ ngày ấy, hàng năm dân làng lại mở hội vào ngày mồng 1 tháng 2 để tưởng nhớ về ông.
Tại Ninh Bình, Ông được thờ ở di tích quốc gia đặc biệt đền Xám, phường Hồng Quang. Tương truyền đây cũng là nơi ông lập căn cứ tới khi mất. Cuốn ngọc phả:"Sứ quân ở Bố Hải Khẩu Trần Minh Công"do tiến sĩ Lê Tung viết ngày 2 tháng 10 niên hiệu Hồng Đức thứ 18 (1487) hiện còn lưu giữ tại đình có ghi lại sự kiện lúc sinh thời Trần Minh Công có qua xứ Lạc Đạo, thấy nơi đây phong cảnh hữu tình,dân cư thuần phác bèn lập sinh từ, giúp địa phương khơi ngòi, đắp đập, tạo dựng làng xã. Ông mất vào ngày 10 tháng 10 tại thôn Lạc Đạo. Vua Đinh Tiên Hoàng sai dân sở tại phụng thờ, hàng năm mở hội tế lễ và phong mỹ tự"Quốc đô Thành hoàng". Lễ hội đình Xám được tổ chức vào các ngày 17, 18 và 19 tháng 8 âm lịch hàng năm.
Trần Lãm cũng được lập đền thờ ở đình Liễu Nha, đình Đông và đình Tây thuộc khu Mỹ Phúc, phường Nam Định. Hiện nay, sau nhiều lần trùng tu, tôn tạo, hai ngôi đình vẫn giữ được những nét kiến trúc cổ. Lễ hội 2 đình được tổ chức vào ngày 10 tháng tư âm lịch hằng năm. Đình Phú Hào ở khu Điền Xá, phường Vị Khê (Ninh Bình) là nơi thờ Quốc đô thành hoàng Trần Lãm với lễ hội được mở vào các năm tý, ngọ, mão, dậu.
Tại thành phố biển Hải Phòng, Trần Lãm được thờ ở di tích đình Cung Chúc và miếu Chiều Bàng ở khu Trung Lập, xã Vĩnh Thịnh với tôn xưng Hải Khẩu Đài Bàng. Tại miếu Chiều Bàng thờ Trần Lãm vẫn còn 2 câu đối cổ là "Thần công bảo ánh minh thiên cổ. Thánh trạch linh từ hựu vạn dân" và "Tiền đường thủy điển sở hồng biên. Hậu đáo yên bình lục hương long".
Tại tây Hải Phòng (Hải Dương cũ) cũng di tích đình Dậu Trì cũng là nơi thờ Trần Minh Công. Nằm ở thôn Dậu Trì, khu Hồng Thái, xã Ninh Giang, Đình Dậu Trì là nơi thờ Thành hoàng làng Trần lãm hiệu là Trần Minh Công người có công phù giúp Đinh Bộ Lĩnh dẹp loạn 12 sứ quân lập nên cơ nghiệp nhà Đinh thế kỷ thứ 10. Sau khi mất âm phù nhà Trần đánh giặc Nguyên thế kỉ 13.
Tên tuổi của tướng quân Trần Lãm được đặt cho các đường Trần Lãm ở Thái Bình; ở Hóc Môn, Thành phố Hồ Chí Minh hay đường Trần Minh Công ở phường Hoa Lư, Ninh Bình.